# La donna e il burattino (film)
La donna e il burattino (The Woman and the Puppet) è un film muto del 1920 diretto da Reginald Barker.

## Trama
Don Mateo Diaz, giovane nobile spagnolo, resta affascinato da Concha Perez, una bella sigaraia che vede danzare durante il carnevale. La donna accetta di andarsene con lui ma, accorgendosi che Mateo offre del denaro a sua madre, lo lascia e parte per Cadice, furiosa che l'uomo abbia creduto di potere comprare il suo amore.
Sei mesi sono passati. Diaz rivede Concha, in abiti succinti, ballare in una taverna malfamata frequentata da marinai. Lei lo ignora volutamente, mentre accetta le attenzioni di El Morenito. Diaz, furioso, la strappa via dal palco e la riporta a Siviglia. Concha, nel tentativo di mettere alla prova il suo amore, continua a maltrattarlo. Respinto dalla donna, Diaz la lascia ma la separazione gli provoca un crollo fisico. Concha, rendendosi conto che lui la ama per davvero, torna da lui, accettando di diventare sua moglie.

## Produzione
La sceneggiatura di J.G. Hawks si basa su La donna e il burattino, romanzo di Pierre Louÿs e dal lavoro teatrale omonimo di Pierre Frondaie e Pierre Louys, andato in scena in prima a Parigi l'8 dicembre 1910. Dallo stesso romanzo sono stati tratti diversi altri film, tra i quali Capriccio spagnolo diretto da Josef von Sternberg che aveva come protagonista Marlene Dietrich. Nel 1977, Luis Buñuel diresse Quell'oscuro oggetto del desiderio, con Ángela Molina e Carole Bouquet, nel riadattamento che si deve a Jean-Claude Carrière.
Il film fu prodotto da Diva Pictures e dalla Goldwyn Pictures Corporation.

## Distribuzione
Il copyright del film, richiesto dalla Diva Pictures Inc., fu registrato il 28 marzo 1920 con il numero LP14941.

Il film uscì in sala il 4 aprile 1920, distribuito dalla Goldwyn Distributing Corporation.
Copie complete della pellicola vengono conservate negli Archives Du Film Du CNC a Bois d'Arcy, alla Cinémathèque Royale de Belgique di Bruxelles, alla Gosfilmofond Of Russia di Mosca.

## Altre versioni cinematografiche
Dallo stesso soggetto sono stati tratti in seguito i seguenti film:
- Conchita, diretto da Jacques de Baroncelli (1928)
- Capriccio spagnolo (The Devil Is a Woman), diretto da Josef von Sternberg (1935)
- Femmina (La Femme et le Pantin), diretto da Julien Duvivier (1959)
- Quell'oscuro oggetto del desiderio (Cet obscur objet du désir), diretto da Luis Buñuel (1977)